# Лузянин, Юрий Алексеевич
Юрий Алексеевич Лузянин — советский хозяйственный, государственный и политический деятель.

## Биография
Родился в 1930 году в Анжеро-Судженске. Член КПСС.
С 1952 года — на хозяйственной, общественной и политической работе. В 1952—1987 гг. — инженер, начальник смены, начальник цеха, заместитель генерального директора по производству Алтайского тракторного завода, директор Алтайского завода сельскохозяйственного машиностроения, генеральный директор производственного объединения «Павлодарский тракторный завод им. В. И. Ленина».
Избирался депутатом Верховного Совета Казахской ССР 10-го и 11-го созывов. Делегат ХХV съезда КПСС.
Почетный гражданин города Павлодара.
Умер в Павлодаре в 2020 году.